# Kokoda
Der Ort Kokoda (englisch auch Kokoda Station oder Kodoka) ist Hauptort des Sohe Districts in der Provinz Oro, Papua-Neuguinea. Er liegt am nördlichen Ende des Kokoda-Tracks. Eine zweistündige Fahrt über eine holprige Straße verbindet Kokoda mit Popondetta, dem Hauptort der Provinz. Das 1995 erstellte Krankenhaus Kokoda Memorial Hospital hat 30 Betten.
Im Zweiten Weltkrieg war Kokoda Schauplatz der Kokoda-Track-Kampagne. Da der Flugplatz Kokoda der einzige Flugplatz entlang des Kokoda Tracks aufwies, gewann der Ort erhebliche strategische Bedeutung.

## Gründung der Station
Vor der britischen Kolonisation im späten 19. Jahrhundert gehörte das Gebiet um Kokoda ausschließlich dem Volk der Orokaiva. 1899 suchte der britische Forscher Henry Stuart-Russell eine Verbindung von Port Moresby zur Nordküste Neuguineas. Am Oberlauf der Flüsse Kumusi und Mambare traf er auf die Orokaiva, die sich seiner Anwesenheit widersetzten. Seine Truppe erschoss daraufhin zahlreiche Menschen, die dem Irrglauben nachhingen, ihre Schilde könnten Kugeln abwehren. Stuart-Russell fand in diesem Gebiet auch Goldspuren, die britische und anglo-australische Bergleute ermutigten, das Gebiet zu betreten. Der Einmarsch dieser Bergarbeiter führte zu weiteren Konflikten und Todesfällen auf beiden Seiten. Zur Durchsetzung der Kolonialherrschaft wurde daraufhin die britische paramilitärische Truppe in Neuguinea, bekannt als Papua Native Constabulary (PNC), in das Gebiet bestellt. William Armit, regionaler Magistrat (Resident Magistrate), erschien mit seinen Soldaten und tötete in einem Dorf 17 Menschen und weitere 24 Menschen auf nachfolgenden Patrouillen. Sein Ziel war es, Überlebende während zwei Jahren an der Rückkehr in ihre Dörfer zu hindern. Auch soll er gekreuzigte Gefangene für Schießübungen missbraucht haben. Zuvor hatte Armit als Offizier in der Australian Native Police in Queensland gedient, die für ihre Brutalität bekannt war. Kurz nach den Strafmissionen starb er an Fieber.
Nach Armits Tod führte Alexander Elliot im Jahr 1901 weitere Patrouillen der PNC an. Zur Bestrafung der Tötung zweier weißer Bergarbeiter erschossen Elliot und seine Soldaten vierzig Orokaiva und ließen weitere 17 mit gebrochenen Beinen zurück. Sein Vorgesetzter ermahnte Elliot, dass die Sportsprache für das Töten von Eingeborenen nicht angemessen sei, aber ansonsten wurden Elliots Handlungen nicht missbilligt. Weitere Strafexpeditionen führten die Offiziere Allen Walsh, Archibald Walker und Richard de Moleyns durch, wobei etwa 50 Eingeborene mit den neu ausgegebenen Martini-Henry-Gewehren getötet wurden.
1904 wurde Station Kokoda gegründet, als die Briten zur Ansicht gelangten, dass die PNC eine Basis brauche, um die koloniale Kontrolle durchzusetzen und die Region zu unterwerfen. Der Regierungsbeamte Henry Griffin zwang Ortsansässige dazu, für den regionalen Bau von Gebäuden und Straßen zu arbeiten. Wenn sie sich weigerten, befahl Griffin seinen Soldaten, ihre Schweine zu erschießen und ihre Taro-Pflanzen zu stehlen. Von Kokoda aus unterwarfen die britischen und anglo-australischen Truppen die Orokaiva und benachbarte Stämme.

## Zweiter Weltkrieg
Eine amphibische Landung japanischer Streitkräfte zur Eroberung von Port Moresby wurde durch die japanische Niederlage in der Schlacht im Korallenmeer im Mai 1942 vereitelt und nach der Schlacht um Midway auf unbestimmte Zeit verschoben. Das japanische Kommando glaubte, dass eine Straße durch das Owen-Stanley-Gebirge von Kokoda an die Südküste führe. Eine Invasionsstreitmacht landete ab dem 21. Juli 1942 an der Nordküste in der Nähe von Buna und Gona. Während der Anfangsphase der Kokoda-Track-Kampagne wurden zwei Gefechte in und um Kokoda ausgetragen. Nach dem Rückzug der Japaner an die Nordküste wurde Kokoda am 2. November 1942 wieder von australischen Streitkräften besetzt.